# Can Marçal
Can Marçal és una obra del municipi de Sant Julià de Vilatorta (Osona) inclosa en l'Inventari del Patrimoni Arquitectònic de Catalunya.

## Descripció

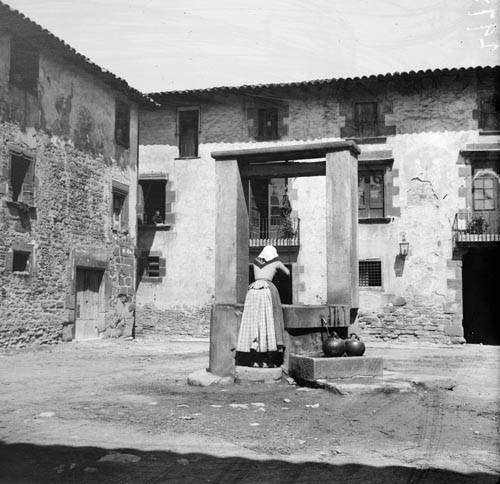
Can Marçal (casa a l'esquerra) en una imatge de 1882

Es tracta d'una casa de planta asimètrica, coberta a dues vessants i amb el carener paral·lel a la façana orientada a migdia. Consta de planta baixa, primer pis i golfes. A la planta s'hi obre un gros portal adovellat, amb una finestra motllurada al damunt. A les golfes s'hi obre una finestra amb una bonica llinda també gòtica. Aquest sector és tancat per un mur i les parets de la casa estan molt deteriorades i a més estan construïdes en tàpia i presenten alguns afegitons de totxo. La façana, però és construïda amb lleves de pedra unides amb morter i els escaires i obertures són de pedra ben treballada. L'estat de conservació és molt dolent.

## Història

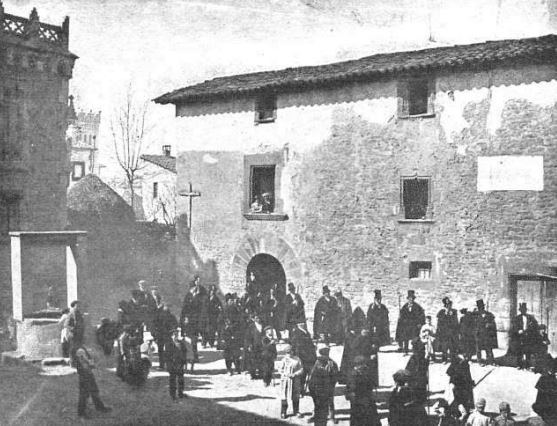
Any 1909

La casa és situada la pl. Major, molt a prop de l'antiga sagrera. En els documents que fan referència al nucli de la població a redós de l'església no hi trobem registrat el nom de Can Marçal (no seria pas estrany que el nom canviés amb els anys). Cal remarcar el portal adovellat i els elements gòtics.